# Bolč
Bolč je naseljeno mjesto u Republici Hrvatskoj u Zagrebačkoj županiji. 

## Zemljopis
Administrativno je u sastavu općine Farkaševac. Naselje se proteže na površini od 18,93 km².

## Stanovništvo
Prema popisu stanovništva iz 2001. godine u Bolču živi 460 stanovnika i to u 131 kućanstavu. Gustoća naseljenosti iznosi 24,3 st./km².
| broj stanovnika | 520   | 571   | 586   | 608   | 589   | 647   | 665   | 700   | 658   | 682   | 654   | 580   | 517   | 475   | 460   | 457   | 368   |
|                 | 1857. | 1869. | 1880. | 1890. | 1900. | 1910. | 1921. | 1931. | 1948. | 1953. | 1961. | 1971. | 1981. | 1991. | 2001. | 2011. | 2021. |

## Spomenici i znamenitosti
- Kulturno-povijesna cjelina Bolč, kompleks zgrafa
- Crkva sv. Arhangela Mihajla i Gavrila, pravoslavna crkva iz 18. stoljeća